# Ngetos (plaats)
Ngetos is een bestuurslaag in het regentschap Nganjuk van de provincie Oost-Java, Indonesië. Ngetos telt 6056 inwoners (volkstelling 2010).